# International Journal of Chemical Kinetics
International Journal of Chemical Kinetics is een internationaal, aan collegiale toetsing onderworpen wetenschappelijk tijdschrift op het gebied van de fysische chemie.
De naam wordt in literatuurverwijzingen meestal afgekort tot Int. J. Chem. Kinet.
Het wordt uitgegeven door John Wiley & Sons en verschijnt maandelijks.
Het eerste nummer verscheen in 1969.